# Meridiano 120 E
O meridiano 120 E é um meridiano que, partindo do Polo Norte, atravessa o Oceano Ártico, Ásia, Oceano Índico, Austrália, Oceano Antártico, Antártida e chega ao Polo Sul. Forma um círculo máximo com o Meridiano 60 W.
Começando no Polo Norte, o meridiano 120º Este tem os seguintes cruzamentos:
| País, território ou mar | Notas                                                         |
| ----------------------- | ------------------------------------------------------------- |
| Oceano Ártico           |                                                               |
| Mar de Laptev           |                                                               |
| Rússia                  | Iacútia Oblast de Amur Krai de Zabaykalsky                    |
| China                   | Mongólia Interior Liaoning                                    |
| Mar Amarelo             | Mar de Bohai                                                  |
| China                   | Península de Shandong                                         |
| Mar Amarelo             |                                                               |
| China                   | Jiangsu Zhejiang Fujian                                       |
| Mar da China Oriental   | Estreito de Taiwan                                            |
| Mar do Sul da China     |                                                               |
| Filipinas               | Ilha Luzon                                                    |
| Mar do Sul da China     |                                                               |
| Filipinas               | Ilhas Busuanga e Culion                                       |
| Mar de Sulu             |                                                               |
| Filipinas               | Ilha Dumaran                                                  |
| Mar de Sulu             | Passa pelo Recife Tubbataha, Filipinas                        |
| Filipinas               | Ilha Laparan                                                  |
| Mar de Sulu             |                                                               |
| Filipinas               | Ilhas Tawi-Tawi e Bilatan                                     |
| Mar de Celebes          |                                                               |
| Indonésia               | Ilha Celebes                                                  |
| Mar das Flores          |                                                               |
| Indonésia               | Ilha de Flores                                                |
| Estreito de Sumba       |                                                               |
| Indonésia               | Ilha de Sumba                                                 |
| Oceano Índico           |                                                               |
| Austrália               | Austrália Ocidental                                           |
| Oceano Índico           |                                                               |
| Oceano Antártico        |                                                               |
| Antártida               | Território Antártico Australiano, reivindicado pela Austrália |